# Suillus tridentinus
Suillus tridentinus (Giacomo Bresadola, 1881 ex Rolf Singer, 1945) din încrengătura Basidiomycota, în familia Suillaceae și de genul Suillus, este o ciupercă comestibilă nu prea răspândită care coabitează, fiind un simbiont micoriza (formează micorize pe rădăcinile arborilor). O denumire populară nu este cunoscută. Trăiește în România, Basarabia și Bucovina de Nord preponderent în regiuni montane pe sol calcaros din când în când solitar, dar de obicei în grupuri, uneori chiar în tufe mici de 2-3 exemplare, în păduri de conifere și la marginea lor, adesea pe mușchi exclusiv sub larici. Timpul apariției este din iulie până în octombrie (noiembrie).

## Taxonomie

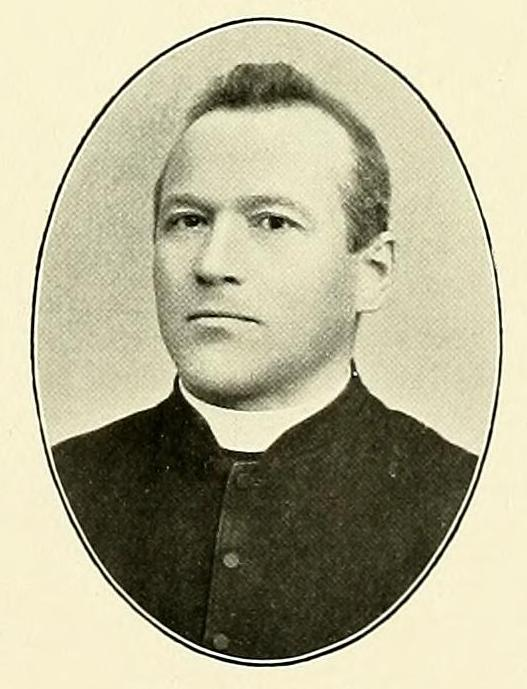
Bresadola

Numele binomial Boletus tridentinus a fost determinat de renumitul micolog italian Giacomo Bresadola în volumul 1 al operei sale Fungi tridentini novi vel nondum delineati et iconibus illustrati din 1881.
Apoi, în 1945, cunoscutul micolog german Rolf Singer a transferat specia corect la genul Suillus sub păstrarea epitetului, de verificat în volumul 2 al jurnalului micologic Farlowia, fiind și numele curent valabil (2021).
Toate celelalte încercări de redenumire nu sunt folosite, dar acceptate sinonim (vezi infocaseta).
Epitetul se referă la provincia Trentino unde Bresadola a descoperit specia și a fost acasă.

## Descriere

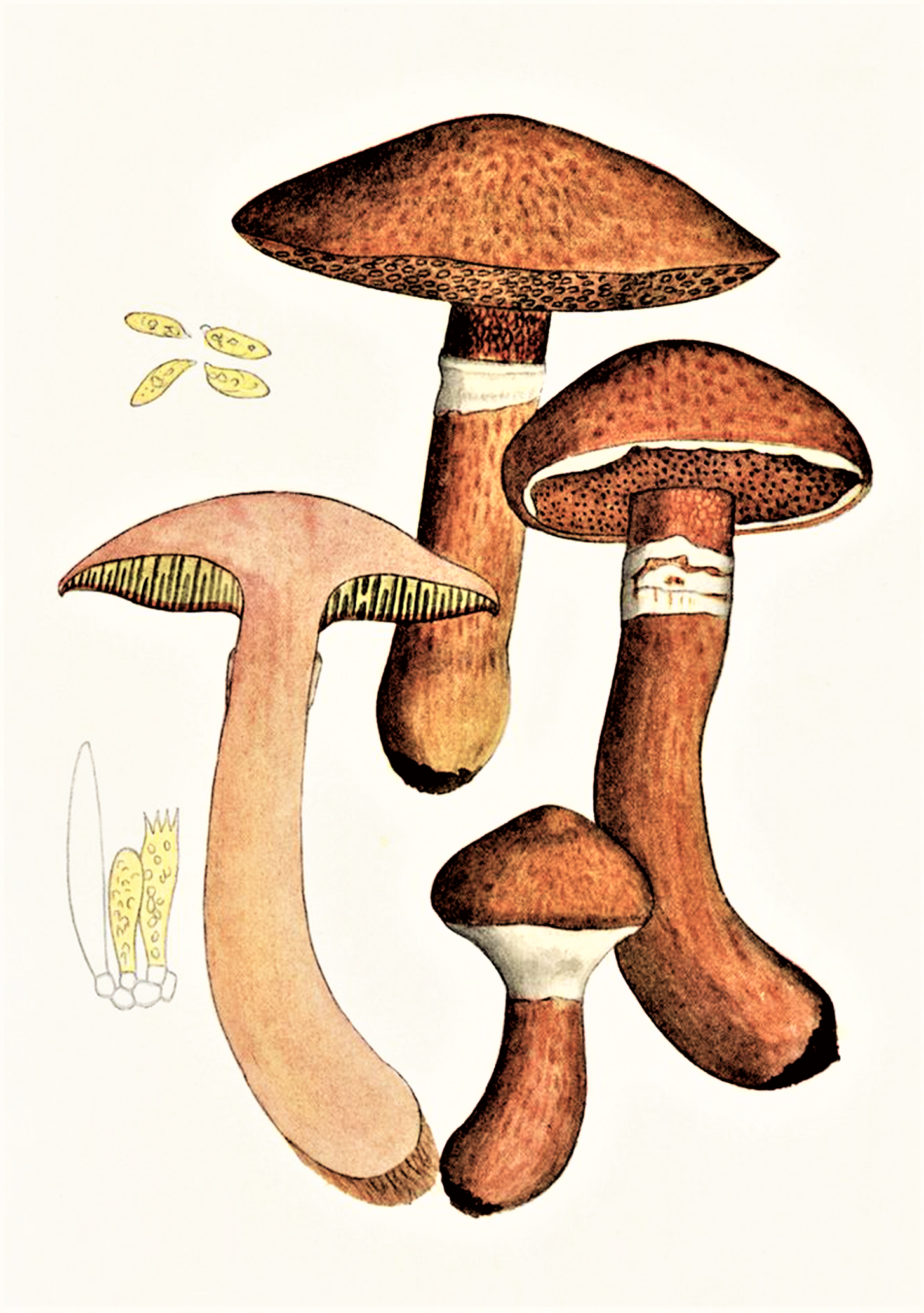
Bres.: Boletus tridentinus

- Pălăria: are un diametru de 5-15 cm, este cărnoasă și compactă, fiind inițial semisferică cu marginea răsfrântă în jos, prezentând franjuri albicioase ale vălului parțial, apoi convexă și la bătrânețe întins-convexă, dar nu aplatizată, marginea fiind atunci ascuțită și neondulată. Cuticula este ceva încrețită, fibros incarnată, uscată și lucioasă, dar lipicioasă până unsuroasă la umezeală. Se poate separa ușor de pălărie. Coloritul tinde între roșu-portocaliu până brun de scorțișoară, spre margine mai palid, mai mult portocaliu.
- Tuburile: prezintă sporifere unghiulare de până la 1,2 cm lungime, la început gălbuie, apoi roșu-portocalii care sunt aderate sau ușor decurente la picior neschimbându-și culoarea când pălăria este tăiată.
- Porii: unghiulari, inițial înguști și gălbui, acoperiți de un văl parțial albicios-gălbui trecător, se lărgesc cu timpul, devenind neregulat unghiulari de mărime diferită, coloritul portocaliu schimbă la maturitate în roșu-portocaliu, la bătrânețe în ruginiu, dar nu reacționează după apăsare.
- Piciorul: are o înălțime de 6-11 cm și o lățime de 1,2-2,5 cm, este mai mult sau mai puțin cilindric, compact și solid, plin, adesea îngroșat spre bază, la exemplare mai subțiri uneori și îndoit. Fondul cojii galbene este pictată pe deasupra brun-verzui până maroniu. Uneori se poae descoperi o reticulație fină de aceiași culoare, mai ales spre vârf și bază. Prezintă un inel albicios, pielos și efemer. Uneori este doar prefigurat.
- Carnea: la început fermă și compactă, devine cu timpul moale și spongioasă, inițial de colorit galben deschis până galben-auriu, mai târziu cu nuanțe puternice cărămizii, în primul rând în picior. Se decolorează după tăiere încet roșiatic sau ruginiu. Mirosul este la exemplare tinere imperceptibil, cu avansarea în vârstă slab fructuos, gustul fiind blând.[3][4]
- Caracteristici microscopice: are spori netezi, elipsoidali, apiculați spre un vârf, gălbui-verzui, granulați în interior, măsurând 10-15 x 4-6 microni. Pulberea lor este izabel până deschis brun de scorțișoară. Basidiile cuneiforme și granulate pe interior cu 4 sterigme fiecare au o dimensiune de 25-35 x 6-10 microni. Cistidele (celule sterile, de obicei izbitoare, situate în stratul himenal sau printre celulele din pielița pălăriei și a piciorului, probabil cu rol de excreție) cilindric-clavate, încrustate gălbui, măsoară 30-70 x 6-12 microni.[7]
- Reacții chimice: carnea se decolorează cu Hidroxid de amoniu vinaceu și cu tinctură de Guaiacum doar marginile locurilor  tamponate albastru-verzui.[8]

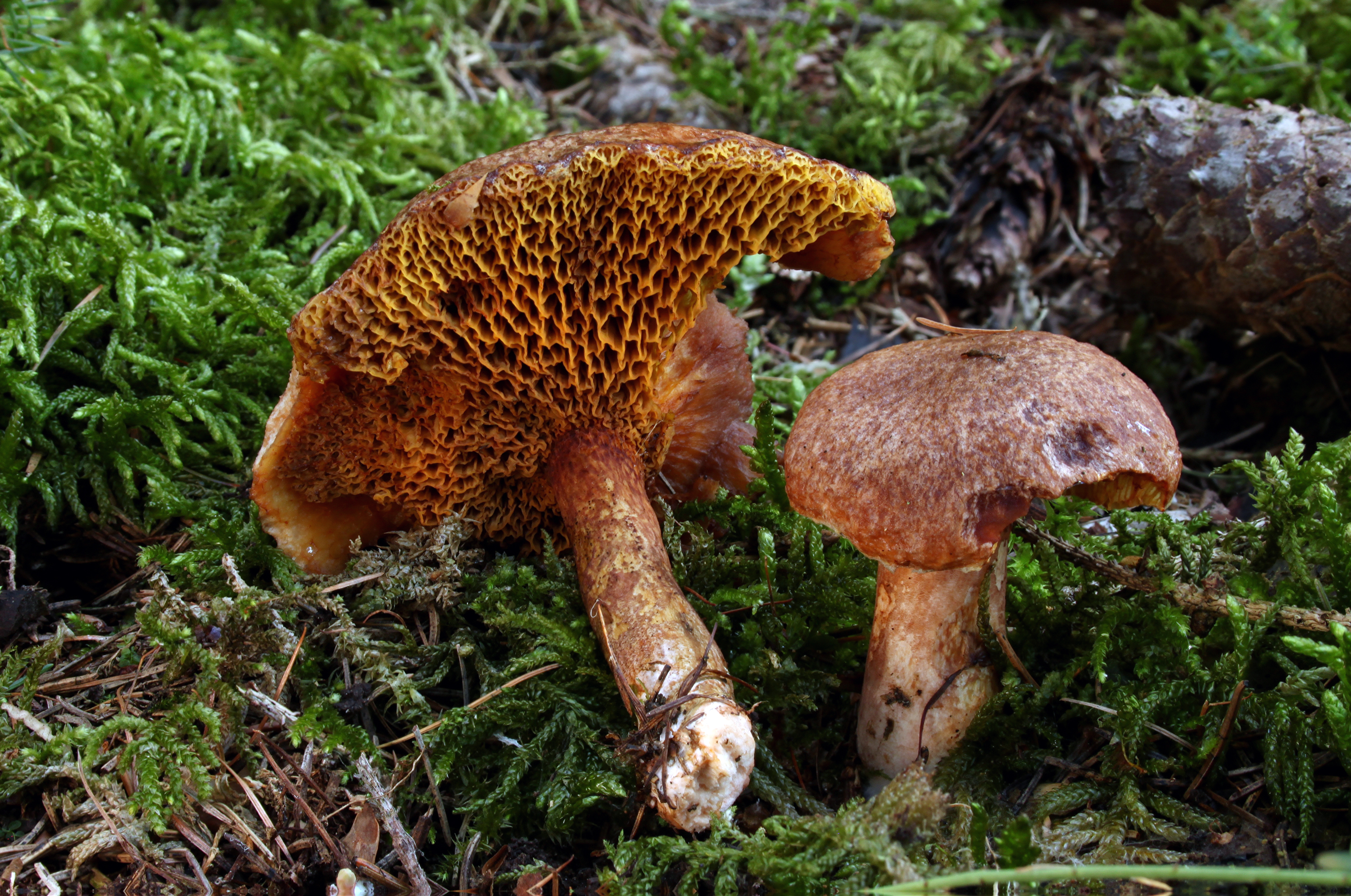
S. tridentinus bătrân, lamele și picior
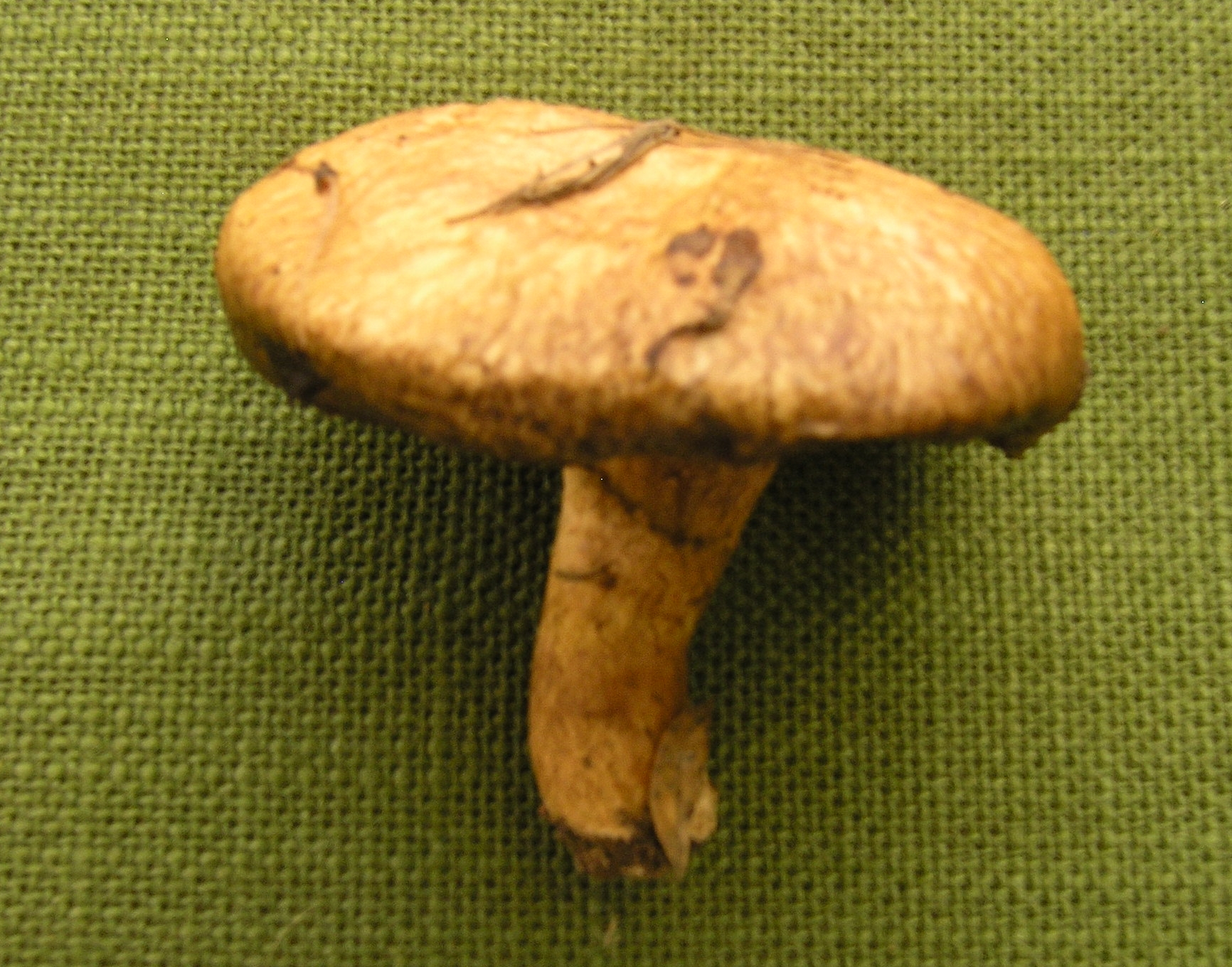
Ixocomus flavus var. tridentinus (S. tridentinus mai deschis)

## Confuzii
Buretele poate fi confundat în primul rând cu Suillus grevillei, mai departe cu alte specii de genul Suillus precum soiuri foarte apropiate, cu toate comestibile, cum sunt: Chalciporus piperatus, sin. Boletus piperatus, Gyrodon lividus, Suillus bovinus, Suillus bresadolae, Suillus cavipes, Suillus collinitus, Suillus flavidus, Suillus granulatus, Suillus grevillei, Suillus luteus sin. Boletus suillus, Suillus mediterraneensis sin. Suillus leptopus, Suillus plorans, Suillus sibiricus subsp. helveticus, Suillus variegatus, Suillus viscidus, Xerocomus spadiceus sau Xerocomus subtomentosus.

## Specii asemănătoare

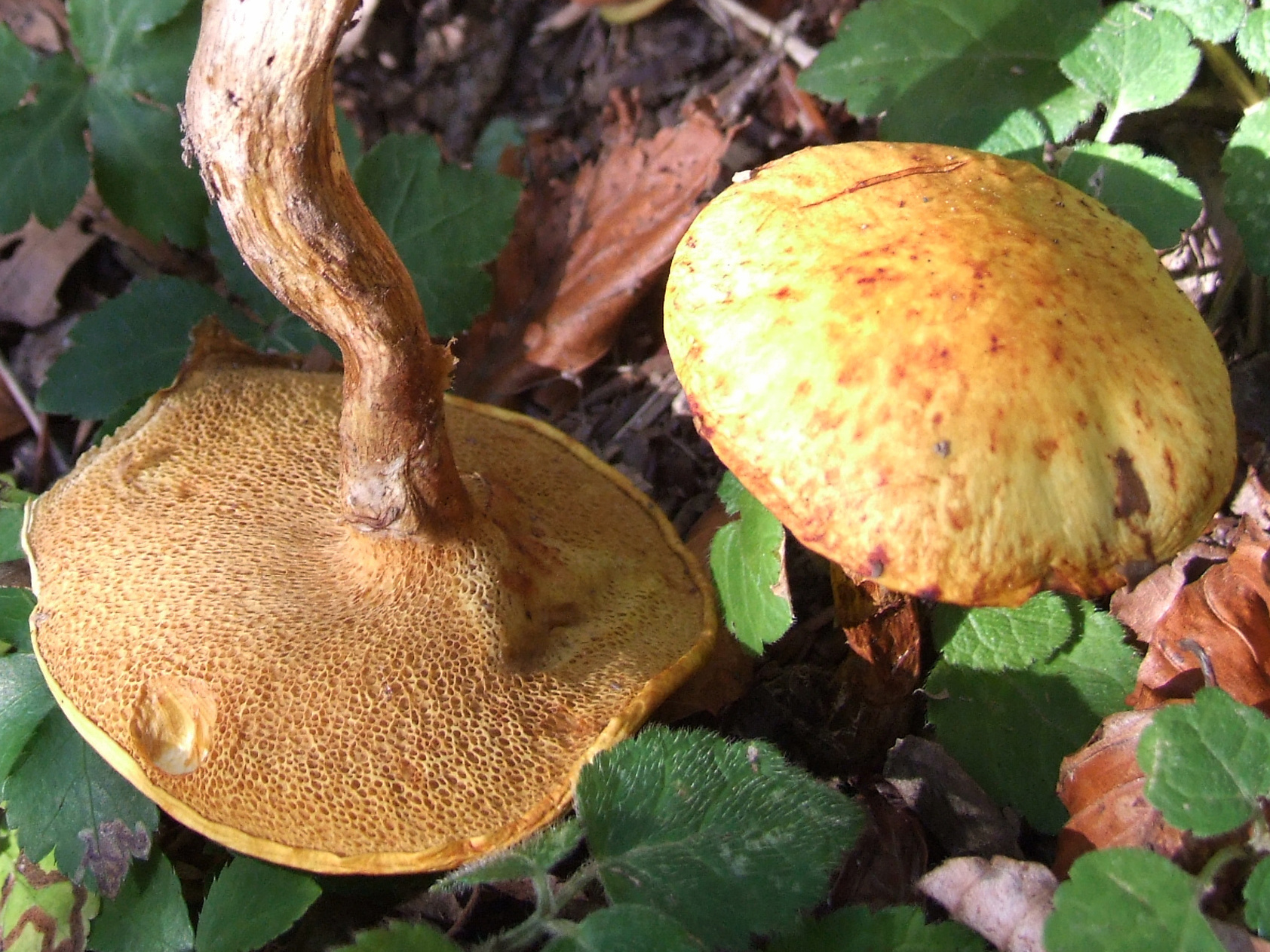
Chalciporus piperatus
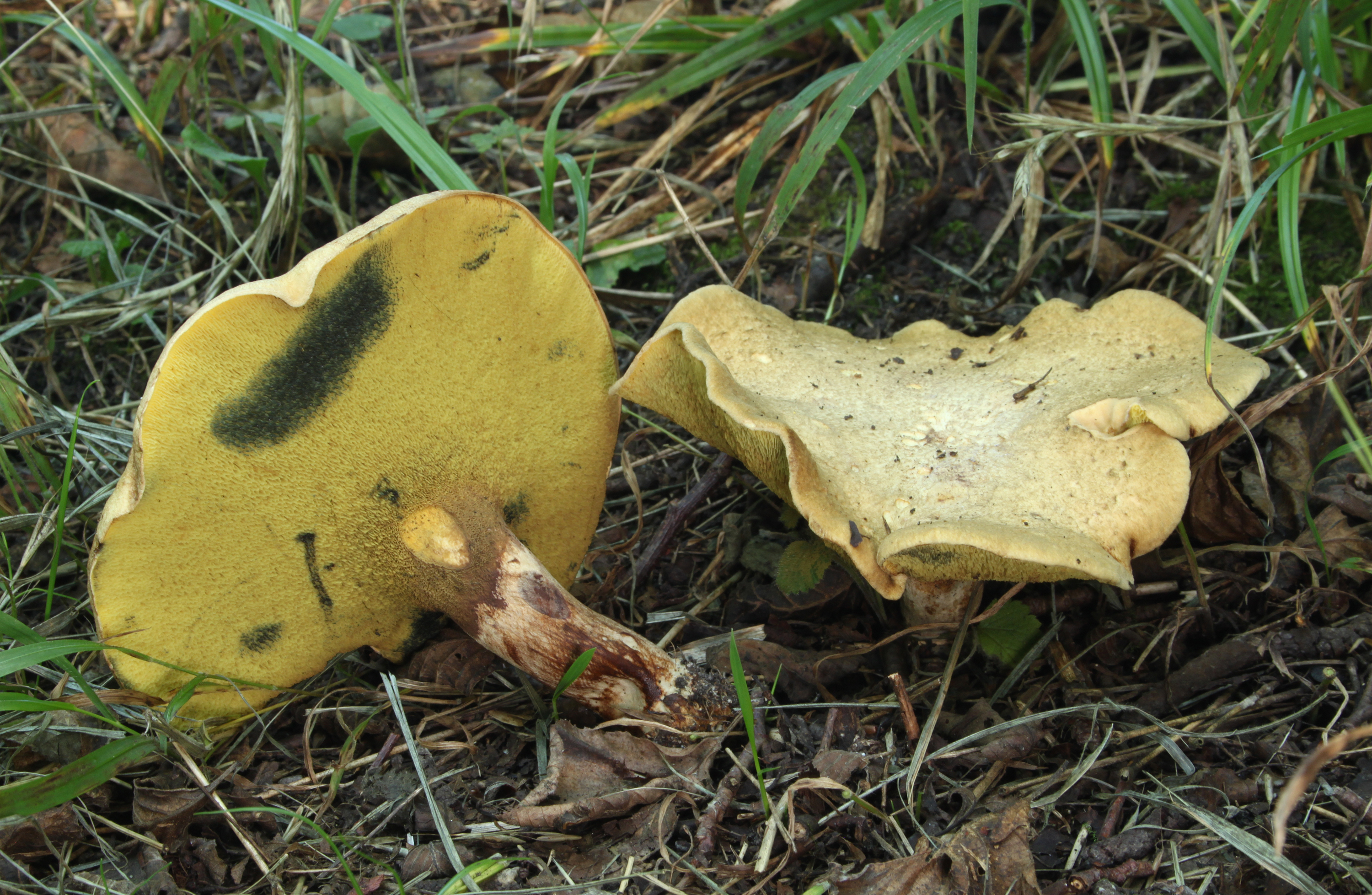
Gyrodon lividus
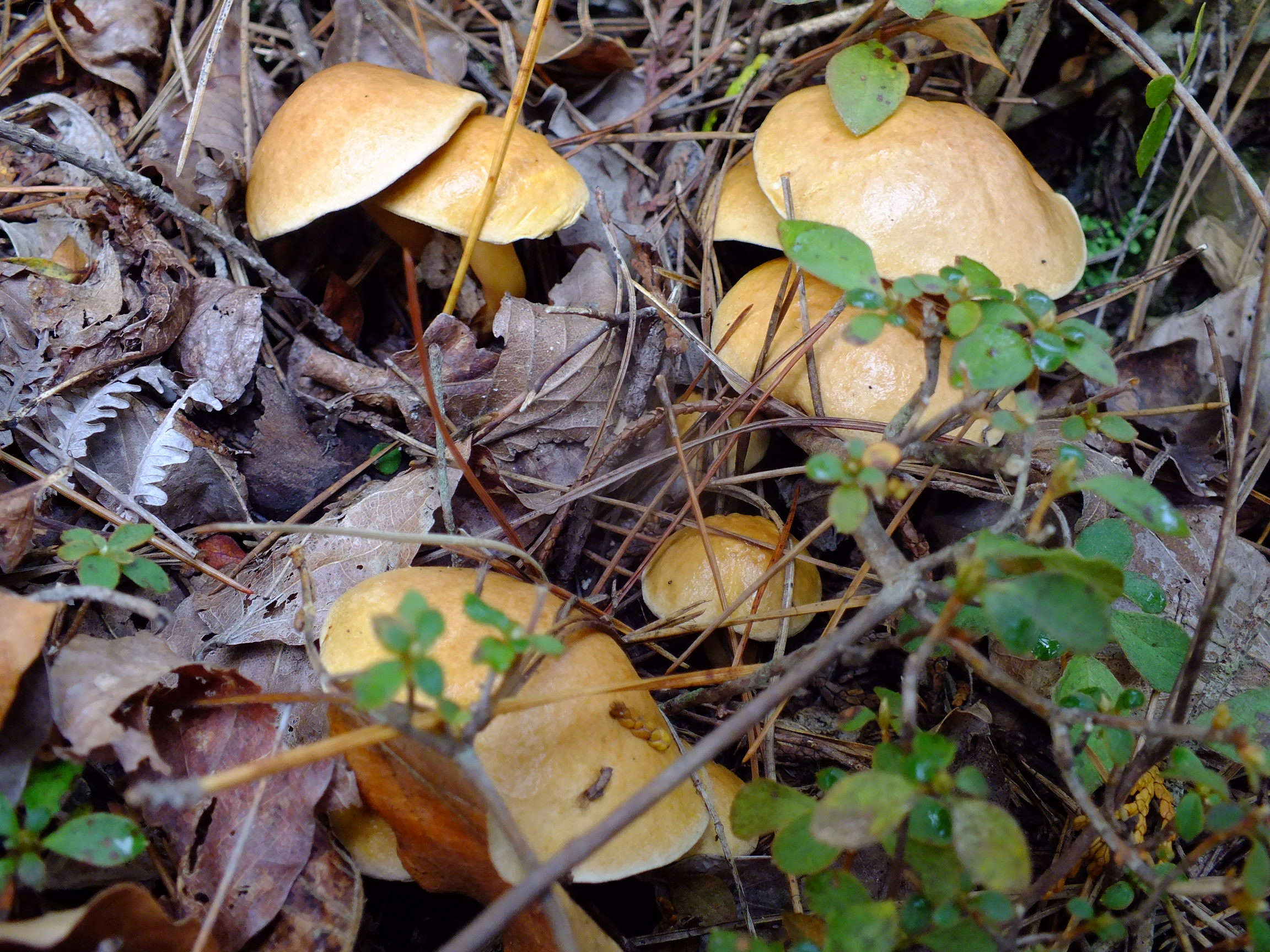
Suillus bovinus
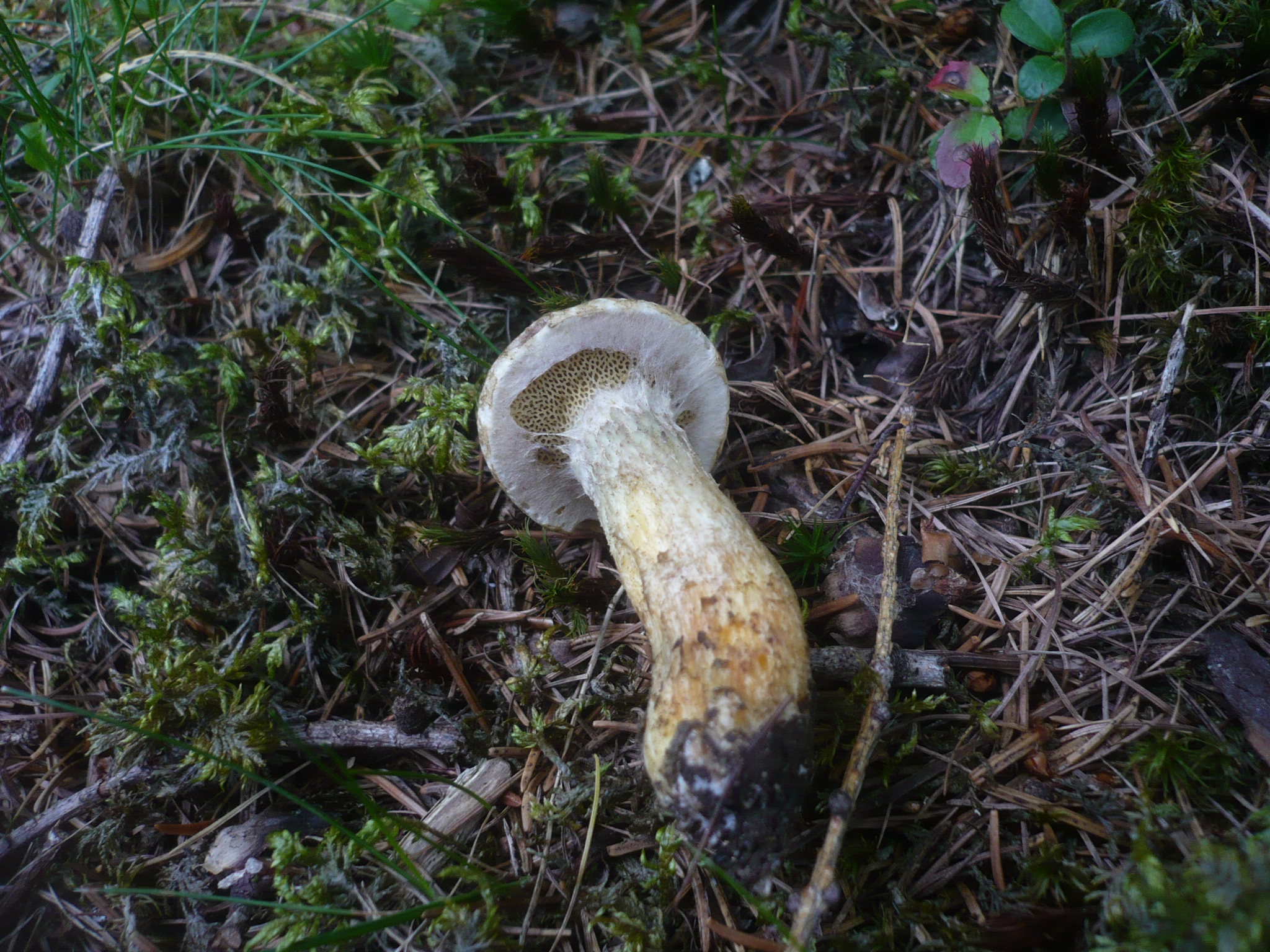
Suillus bresadolae
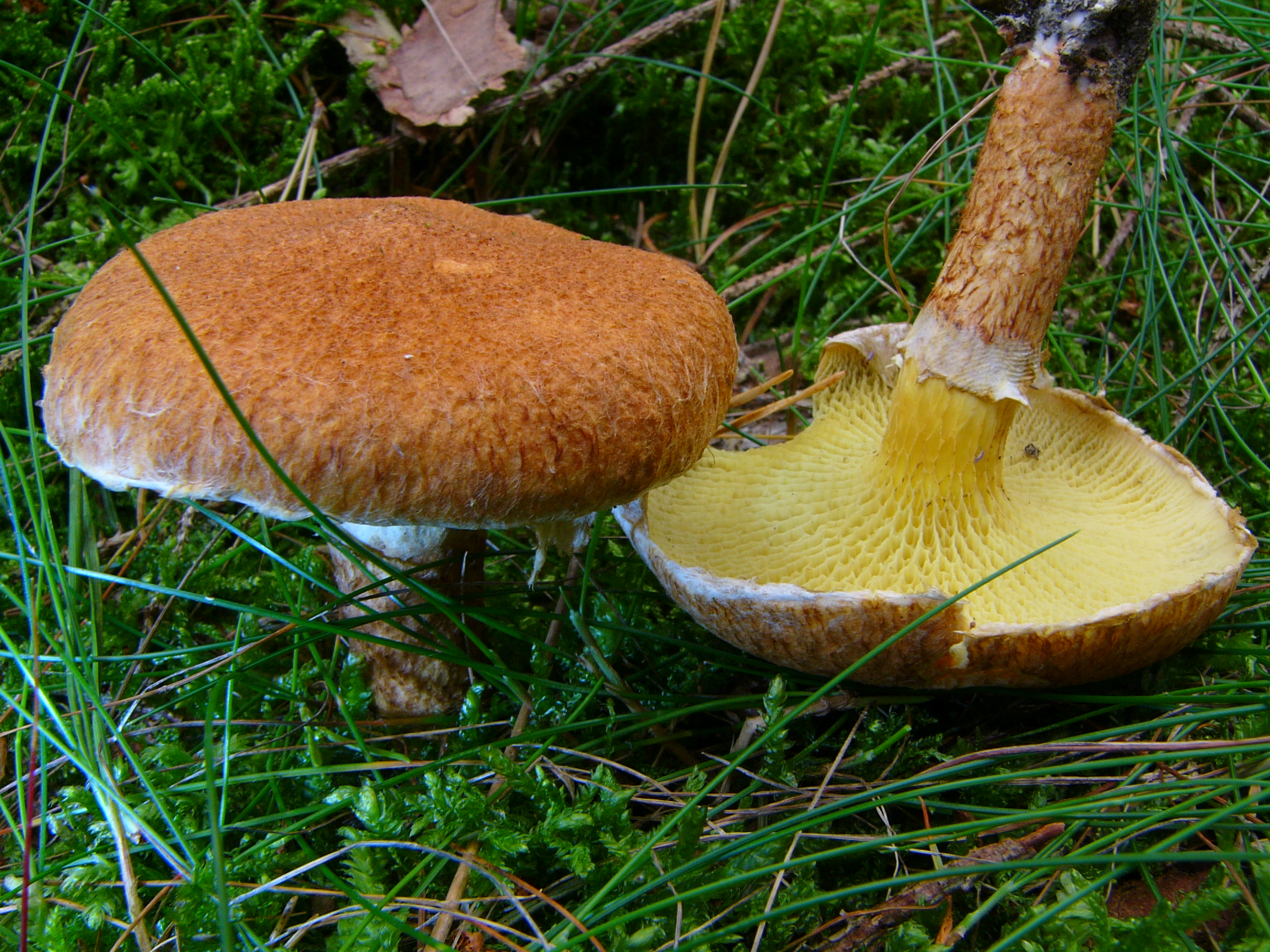
Suillus cavipes
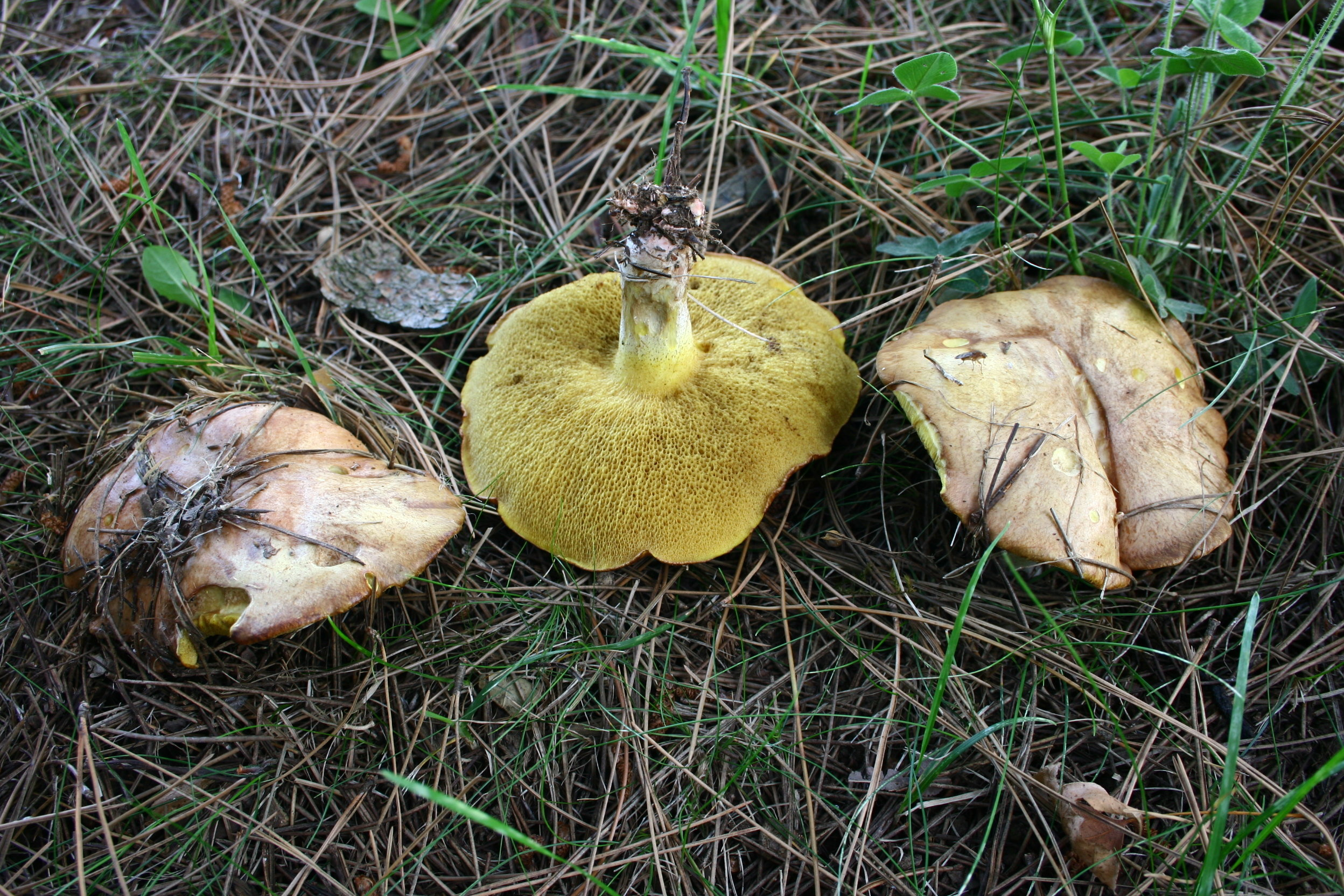
Suillus collinitus
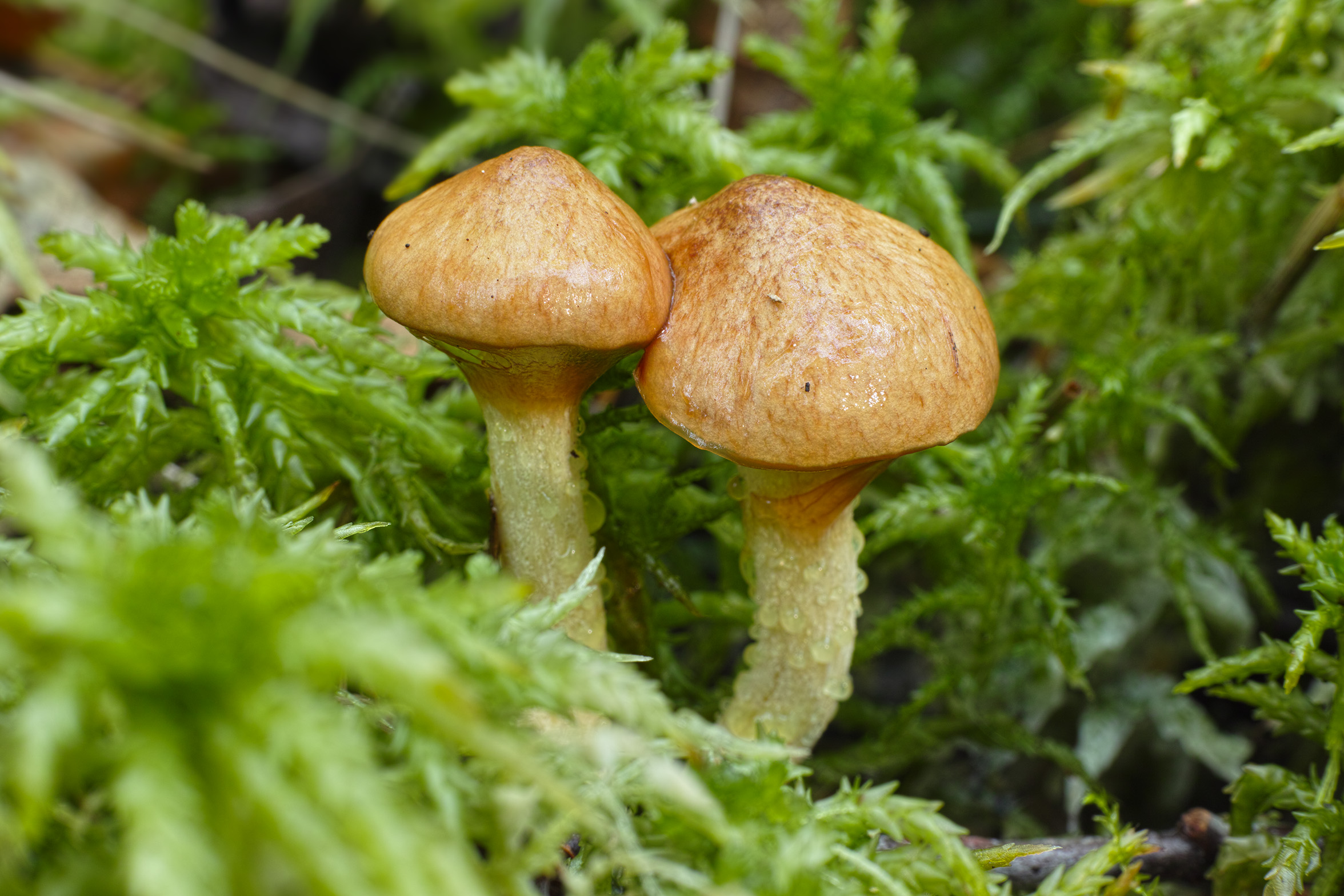
Suillus flavidus
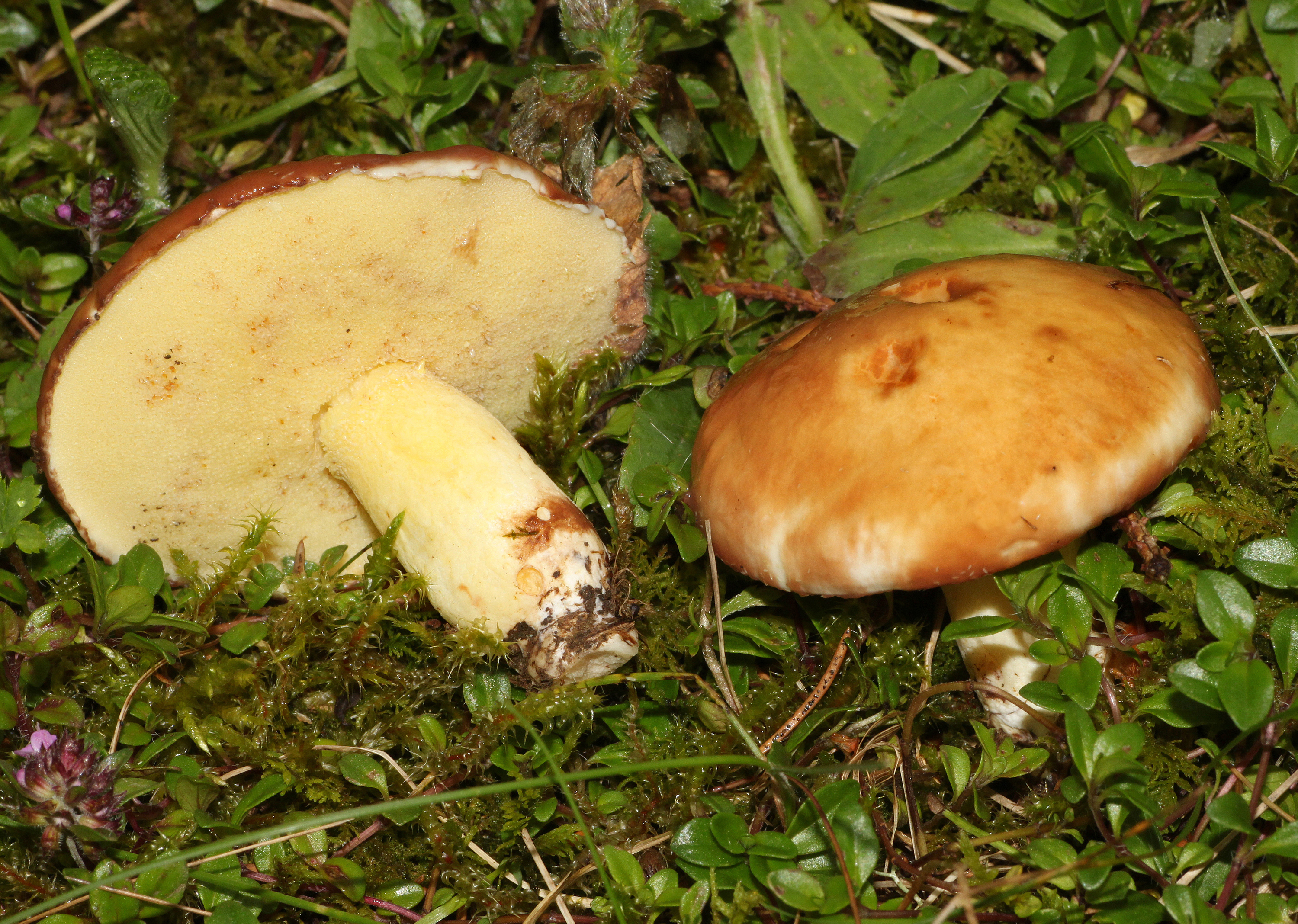
Suillus granulatus
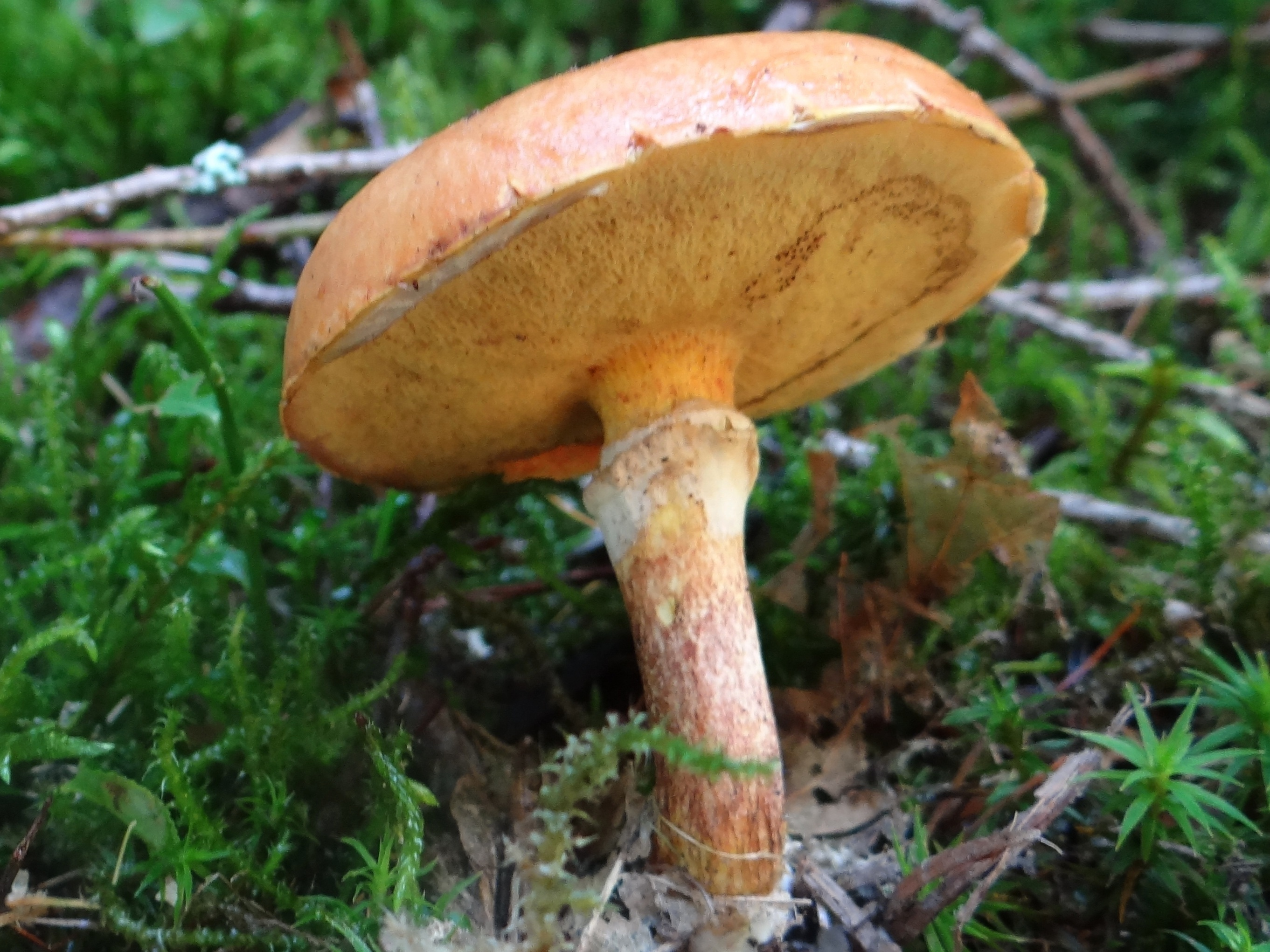
Suillus grevillei

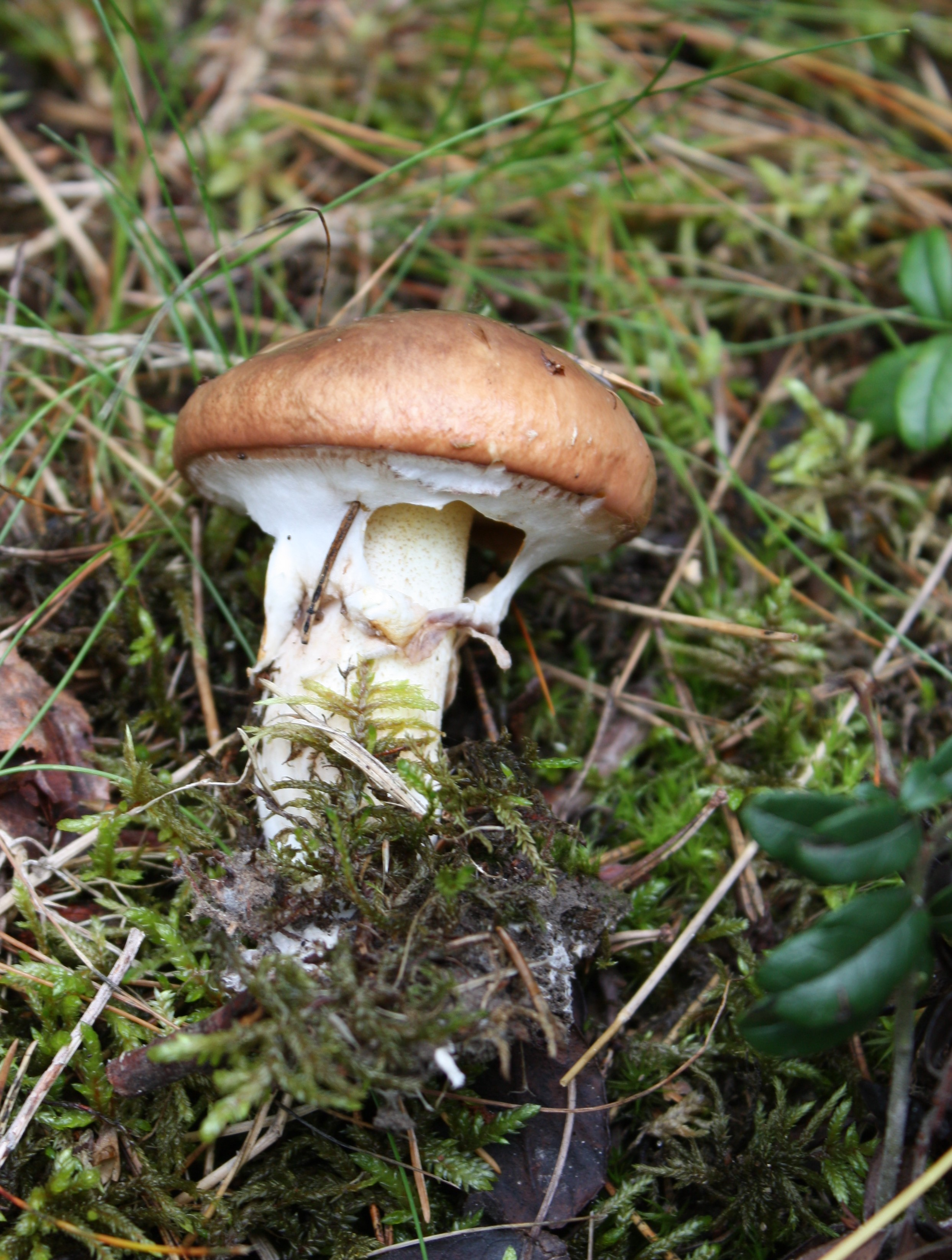
Suillus luteus
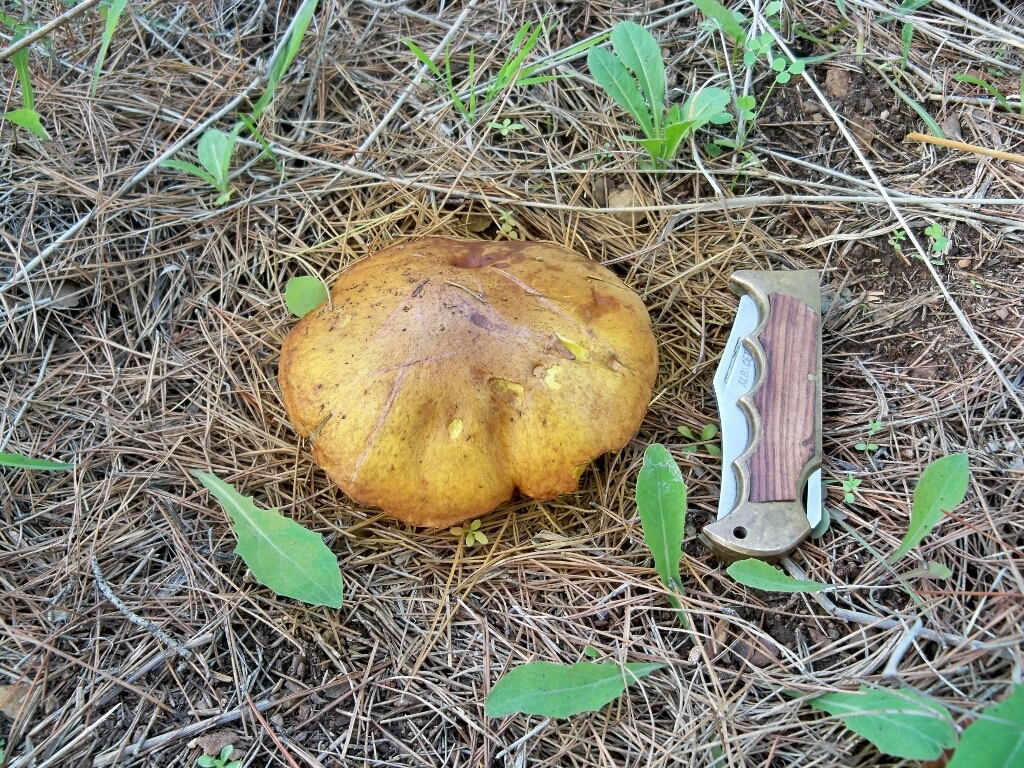
Suillus mediterraneensis sin Suillus leptopus
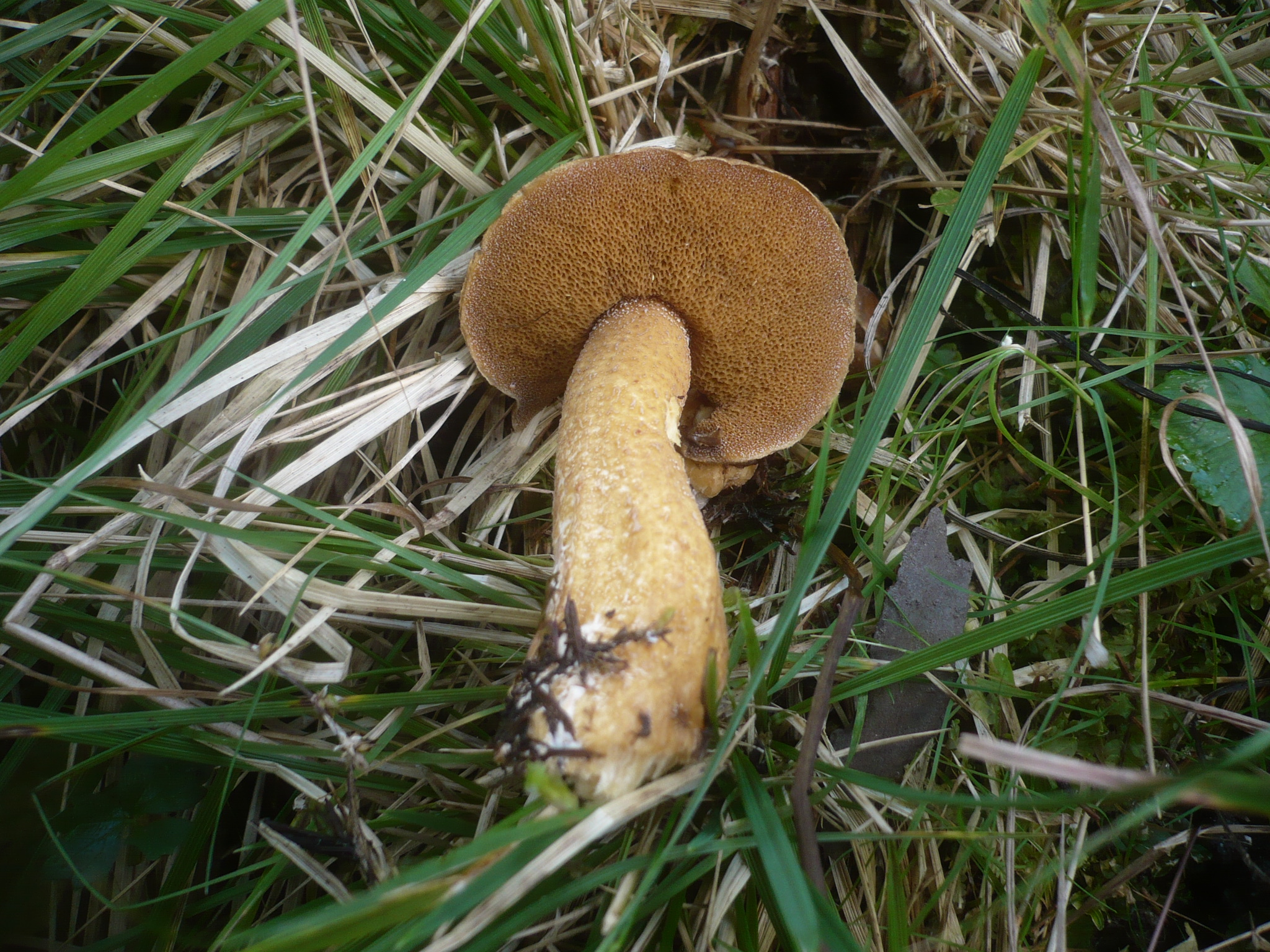
Suillus plorans
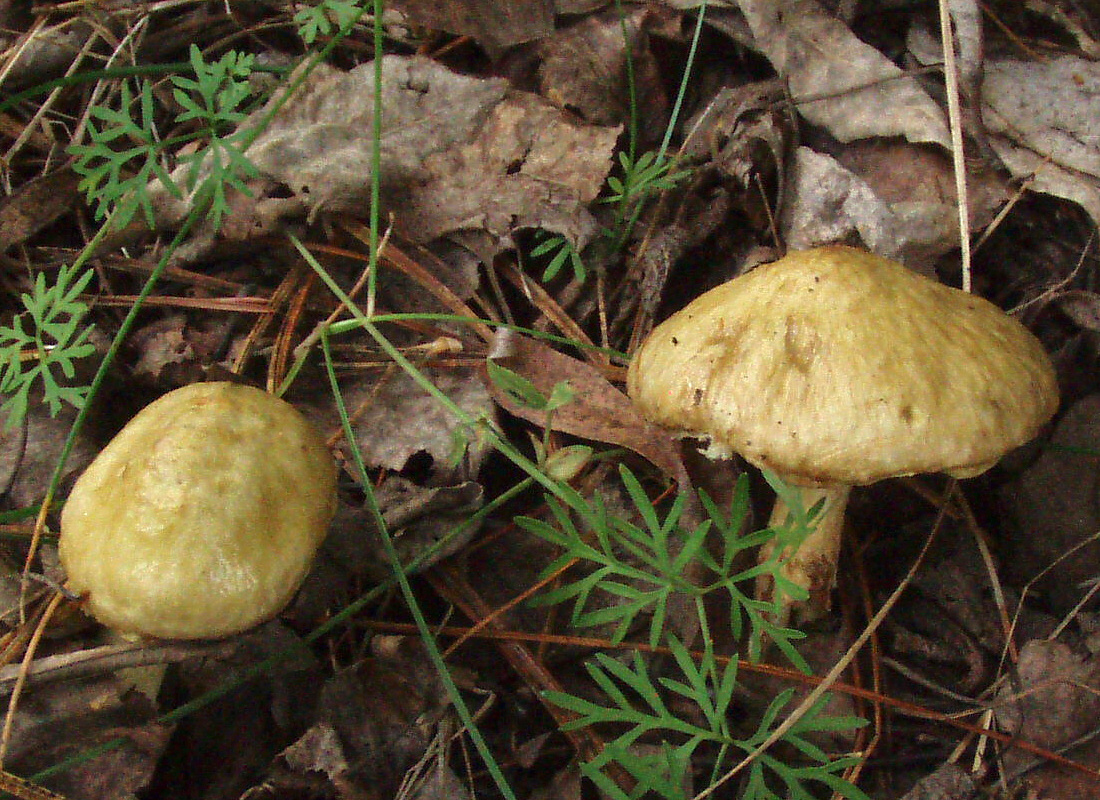
Suillus sibiricus subsp. helveticus
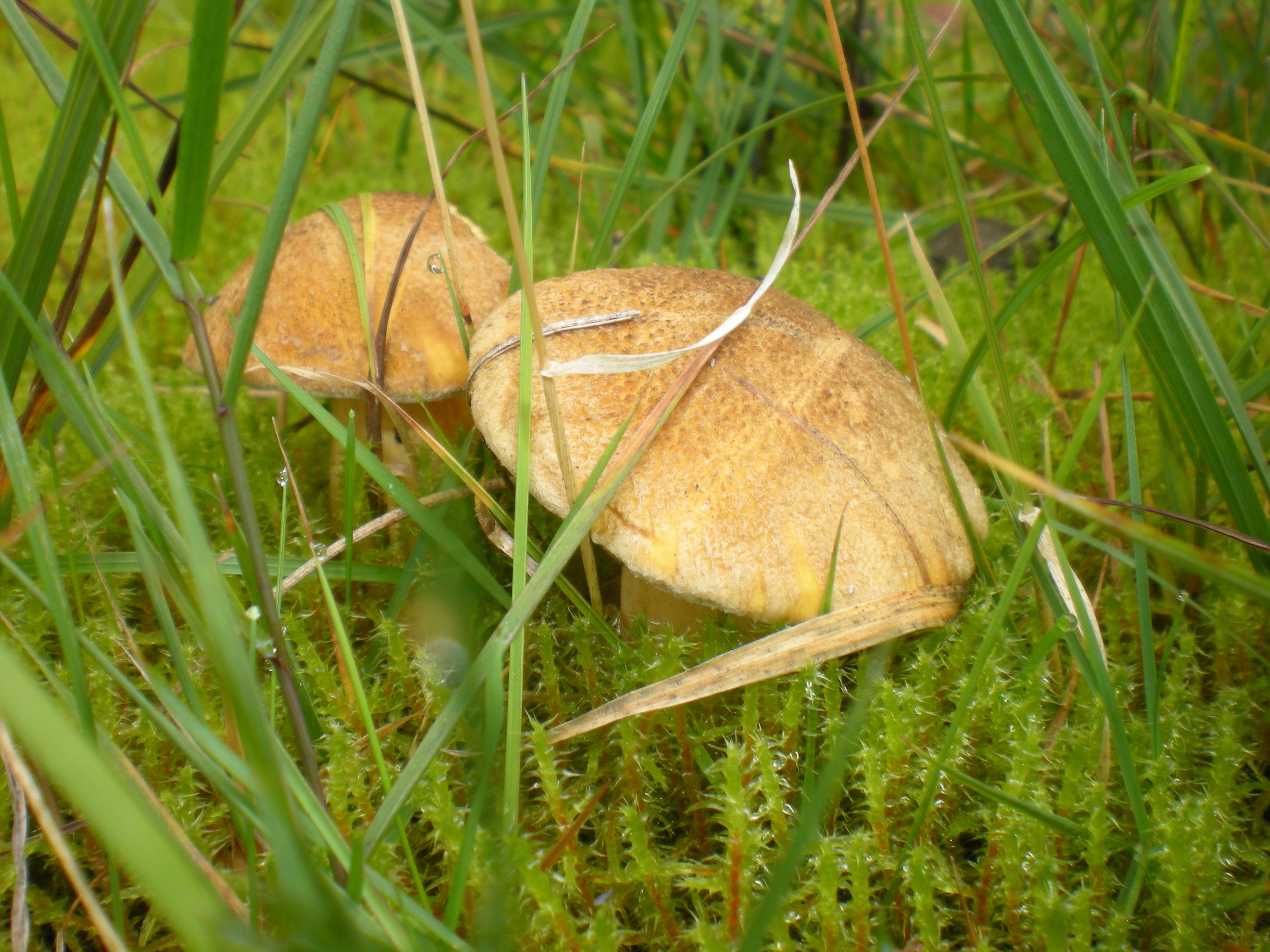
Suillus variegatus
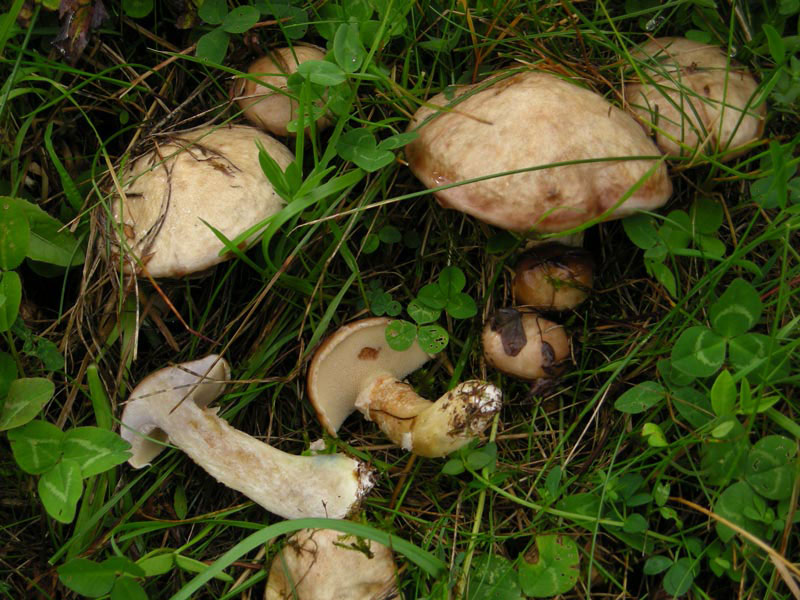
Suillus viscidus
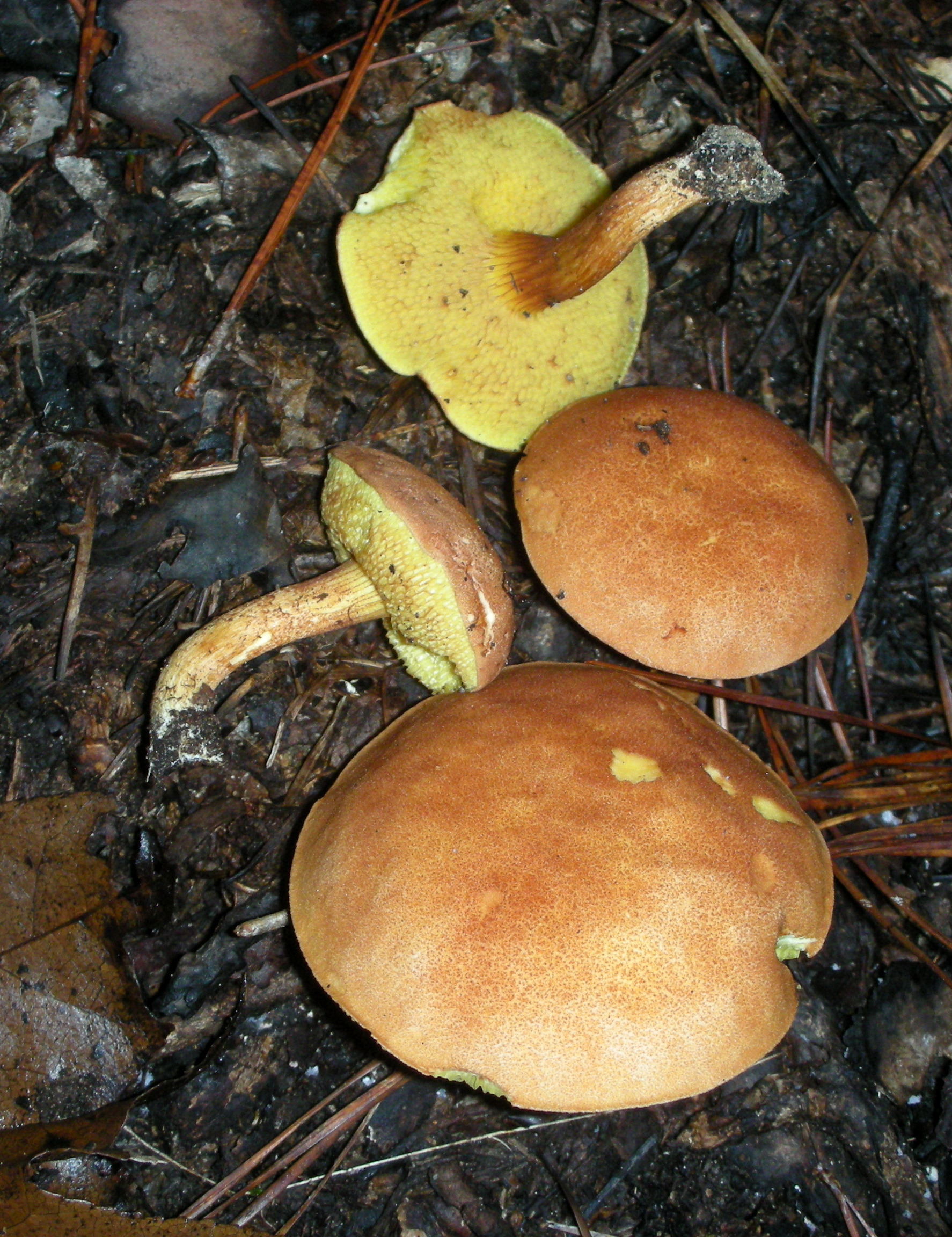
Xerocomus spadiceus
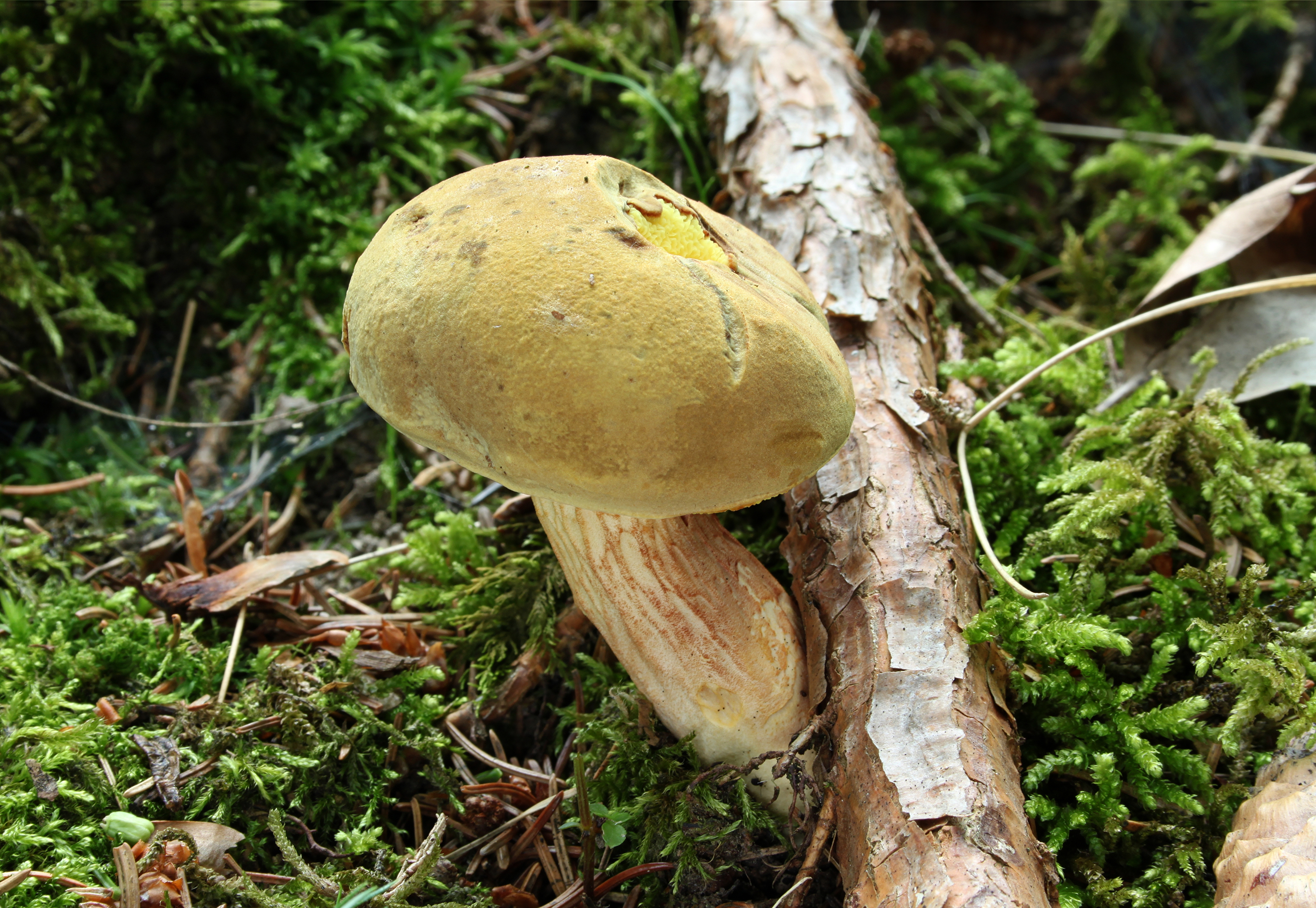
Xerocomus subtomentosus

## Valorificare
Acest burete este de calitate mediocră pentru bucătărie. E poate fi pregătit în bucătărie ca hribul murg. La exemplare umede se îndepărtează cuticula lipicioasă (cel mai bine deja în pădure), la cele mai bătrâne și porii. El nu se potrivește pentru uscat.
Un extract din acest burete a dovedit un efect inhibitor asupra trombinei în experimente de laborator.